# Quentin Keynes
Quentin George Keynes (Londres, 17 de juny de 1921 - ?, 26 de febrer de 2003) era un bibliòfil i explorador anglès.
Keynes era el segon fill de Geoffrey Keynes i la seva dona Elizabeth (neta de Charles Darwin). També era nebot de l'economista Johan Mayard Keynes. El seu germà gran, Richard Keynes era fisiòleg i els germans petits Milo Keynes i Stephen Keynes eren escriptors.
Keynes va anar viure als Estats Units el 1939. Poc després de la Segona Guerra Mundial, començà la seva vida com explorador d'Àfrica i les illes sub-equatorianes de l'oceà Atlàntic i l'oceà Índic. Va fer molts films i va escriure molts articles per la revista del National Geographic. Va col·leccionar llibres dels grans exploradors del segle xix i de viatges, història natural i literatura moderna.